# ГЕС Егльфінг-Обернберг
ГЕС Егльфінг-Обернберг — одна з електростанцій на прикордонній річці Інн між Німеччиною та Австрією (федеральна земля Баварія та провінція Верхня Австрія відповідно). Розташована між електростанціями Ерінг-Фрауенштейн (вище за течією) та Шердінг-Нойхаус.
Будівництво ГЕС розпочалося під час Другої світової війни у 1941 році та мало на меті зокрема забезпечити електроенергією місцеві підприємства алюмінієвої промисловості. Враховуючи загрозу з боку авіації союзників, було облаштовано захист від плавучих мін, а монтаж гідроагрегатів вівся під прикриттям спеціально встановлених бетонних плит. Також через пов'язані із війною виробничі проблеми відкоригували первісний проєкт, який передбачав встановлення трьох гідроагрегатів — тепер їх повинно було стати шість із меншою одиничною потужністю. Перший ввели в експлуатацію у 1944 році. Другий так і не встигли завершити до капітуляції Німеччини. Уже після цього союзники вирішили добудувати станцію та розшукали елементи турбіни, що застрягли по дорозі на ГЕС у Верхньому Пфальці. Це дозволили запустити другий агрегат осінню 1945 року. Пуск третього припав на 1949-й, а в наступному році завершили три останні.
Для спорудження ГЕС Інн перегородили бетонною греблею висотою 22 метри. Біля правого берега встановлена насосна станція для відкачування води, яка фільтрується через перепону. З правого боку греблі влаштовано п'ять водопропускних шлюзів, а біля лівого знаходиться інтегрований у неї машинний зал, обладнаний 6 турбінами типу Каплан. Первісно встановлене обладнання у 1983 році замінили на турбіни швейцарської компанії Escher-Wyss, які з'єднані з генераторами, виготовленими компанією Siemens. Це обладнання забезпечує річне виробництво на рівні близько 0,5 млрд кВт·год.
Починаючи з 2004 року ГЕС Егльфінг-Обернберг керується дистанційно з диспетчерського пункту на станції Браунау-Сімбах.